# Ojo de Agua de Cardos
Ojo de Agua de Cardos är en ort i Mexiko.   Den ligger i kommunen Villa Guerrero och delstaten Jalisco, i den centrala delen av landet, 500 km nordväst om huvudstaden Mexico City. Ojo de Agua de Cardos ligger 1 800 meter över havet och antalet invånare är 132.
Terrängen runt Ojo de Agua de Cardos är kuperad söderut, men norrut är den platt. Runt Ojo de Agua de Cardos är det mycket glesbefolkat, med 7 invånare per kvadratkilometer. Närmaste större samhälle är Villa Guerrero, 3,3 km väster om Ojo de Agua de Cardos. I omgivningarna runt Ojo de Agua de Cardos växer huvudsakligen savannskog.